# Belle Époque
Belle Époque là một từ tiếng Pháp, có nghĩa là "Thời kỳ tươi đẹp", được dùng để chỉ một giai đoạn chủ yếu ở châu Âu từ khoảng cuối thế kỷ 19 tới cho năm 1914, trước khi nổ ra Chiến tranh thế giới thứ nhất. Từ này xuất hiện sau Chiến tranh thế giới thứ nhất để gợi lại thời kỳ trước đó, khoảng thời gian mà các lĩnh vực khoa học, công nghệ, nghệ thuật,... và cả đời sống ở châu Âu đều đã có những bước phát triển lớn. Trong cách gọi này có chứa một phần thực tế và một phần mang tính hoài niệm. Thời kỳ Belle Époque được tô vẽ thêm một phần bởi những mất mát do vừa phải trải qua cuộc Chiến tranh thế giới thứ nhất.

## Châu Âu
Sau cuộc chiến tranh Pháp-Phổ, châu Âu sống trong một thời kỳ dài bình yên hiếm hoi, cùng với đó là sự phát triển của kinh tế và kỹ thuật. Tất cả những bước tiến này đặc biệt ở các nước Pháp, Anh, Đức, Ý và Áo-Hung.
Trong toàn châu Âu, những công nhân tổ chức các công đoàn hay các Đảng phái chính trị. Trong giai đoạn này, bắt đầu xuất hiện các Đảng Xã hội châu Âu và dần dần có ảnh hưởng. Con người thời kỳ này đặc biệt vô tư và lạc quan về tương lai nhờ những tiến bộ kỳ lạ về khoa học, kỹ thuật. Chủ nghĩa thực chứng và chủ nghĩa khoa học xuất hiện.
Belle Époque có thể cảm nhận rõ ràng trên các đại lộ thủ đô châu Âu, trong các quán cà phê, tiệm nhạc, các xưởng và galery nghệ thuật, trong các phòng hòa nhạc và salon - nơi có mặt thường xuyên của tầng lớp tư sản trung lưu, những người giàu có nhờ phát triển kinh tế. Có thể thấy rất nhiều thương hiệu, các cửa hàng, cơ sở kinh doanh... của châu Âu được thành lập trong thời kỳ này.

## Pháp

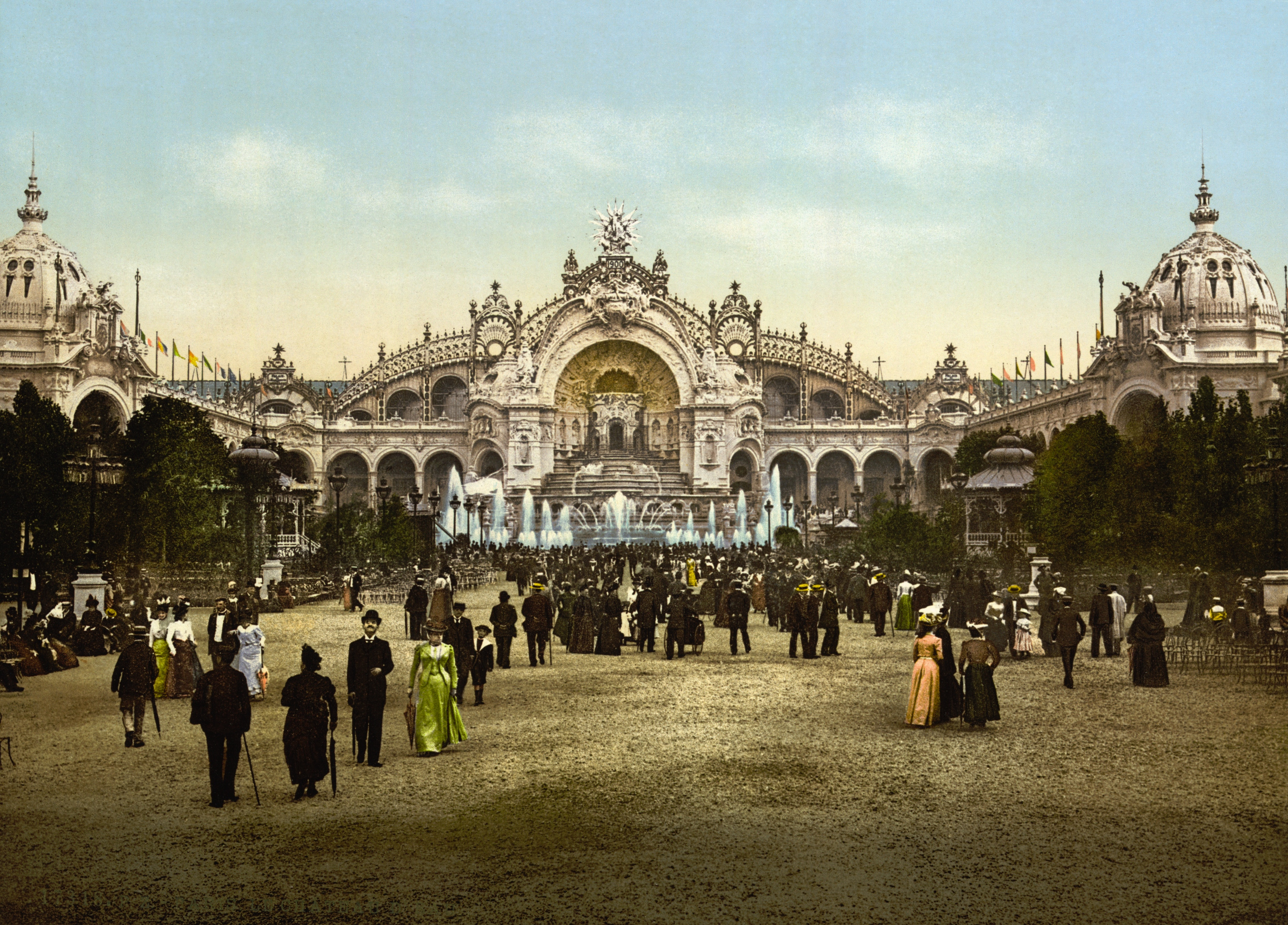
Château d'eau, Triển lãm thế giới 1900, Paris

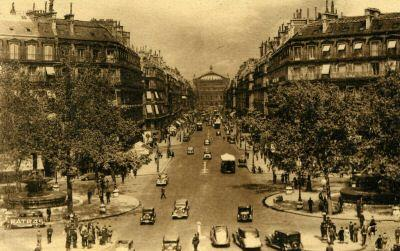
Đại lộ Opéra, Paris năm 1905

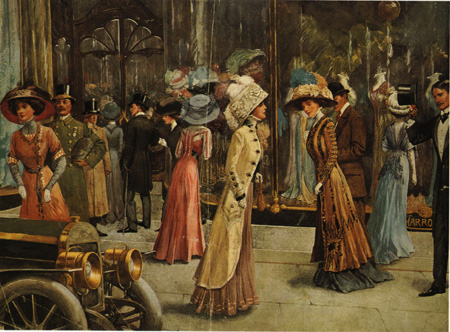
Thời trang Luân Đôn năm 1909

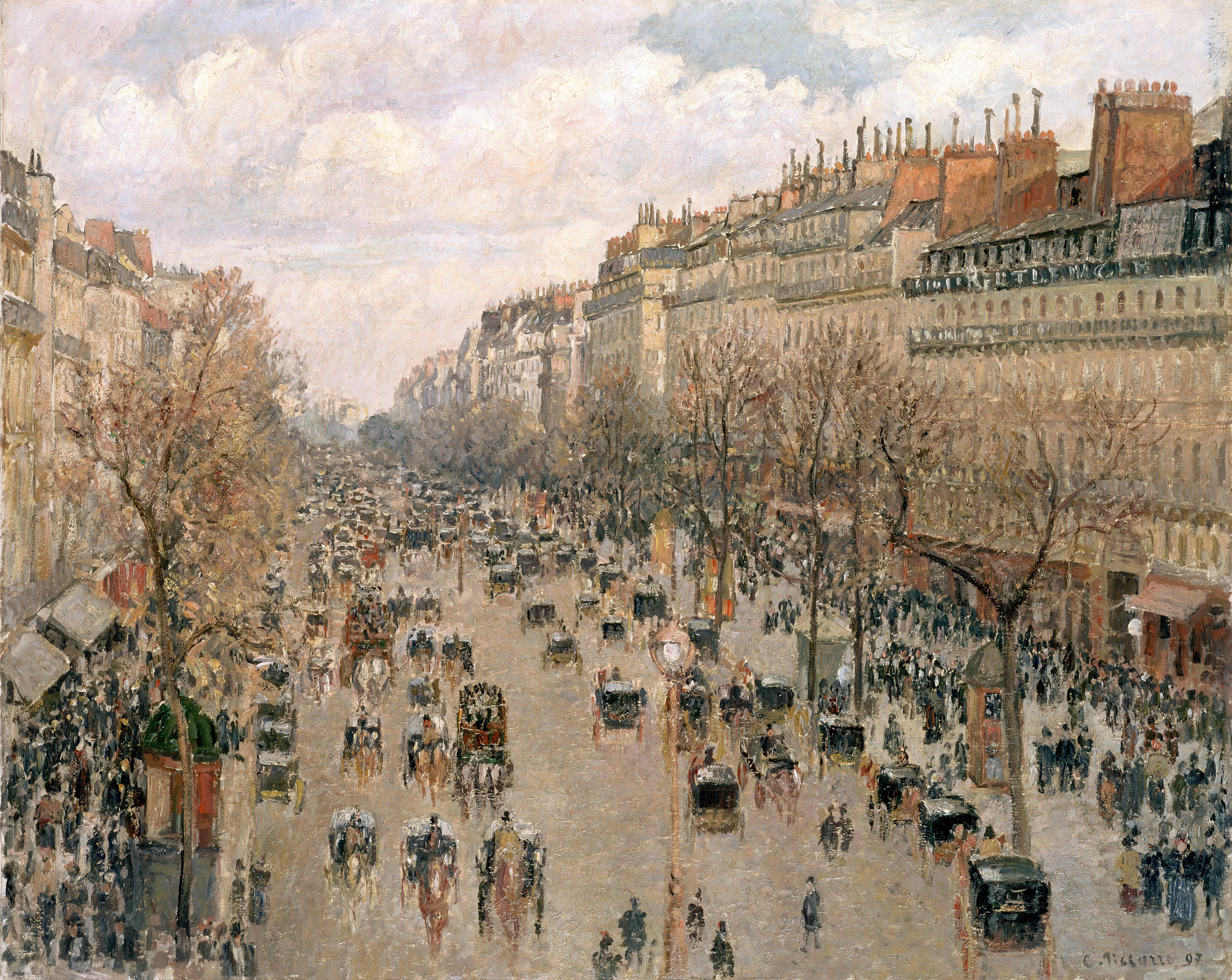
Đại lộ Montmartre, Paris năm 1897 của Camille Pissarro

Sau sự suy sụp của những năm 1873 tới 1886, nước Pháp bước vào thời kỳ kinh tế tăng trưởng nhờ cuộc Cách mạng công nghiệp lần thứ hai. Trong năm 1860, nước Pháp đã trở nên rộng lớn hơn rất nhiều nhờ thêm Nice và Savoie. Nhưng cũng mất đi Alsace-Moselle trong kiệp ước Francfort năm 1871 và thêm cả chủ nghĩa dân tộc phục thù.
Dân số Pháp khá ổn định, có ý thức, trách nhiệm về Tổ quốc chung duy nhất. Hệ thống ô tô và đường sắt phá thế cô lập của nông thôn giữ cho một phần dân số ổn định với nông nghiệp.
Văn hóa và giải trí cũng được dân chủ hóa, nhờ các luật Jules Ferry năm 1882, mặc dù tầng lớp tư sản giàu có vẫn giữ riêng cho mình những địa điểm riêng. Các luật xã hội đã góp phần thay đổi cuộc sống của tầng lớp công nhân, tuy vẫn còn khó khăn.
Nước Pháp thời Belle Époque cũng là một trong những đế quốc mạnh nhất, nhiều thuộc địa nhất. Công cuộc khai thác thuộc địa thu được nhiều của cải nhưng cũng phải chịu những lời phê bình. Giới quý tộc Nga thời đó cũng bị ảnh hưởng bởi văn hóa Pháp.

## Kỹ thuật
Trong những năm đó, đã chứng kiến những thành công của các phát minh làm thay đổi sâu sắc đến cuộc sống. Nhiếp ảnh bắt đầu và sau đó là điện ảnh, sự phát triển của xe đạp, những mô tô trở nên nhỏ và nhẹ hơn. Tiếp đó là ô tô, máy bay cùng khí cầu Zeppelin. Cùng với đó là sự phát triển của hóa học, ngành điện và công nghiệp luyện kim. Y học và vệ sinh cũng nâng cao điều kiện sống, tuổi thọ trung bình. Nước Pháp dần dần được điện khí hóa.
Ngày 28 tháng 12 năm 1895, buổi chiếu phim đầu tiên của anh em Lumière tại Grand Café ở Paris đánh dấu sự ra đời của điện ảnh, môn nghệ thuật thứ 7.
Con người thời kỳ này tin tưởng vào các phát minh khoa học, cho rằng nó sẽ thay đổi tất cả, ngay cả những điều không thể ở thế kỷ trước.

## Triển lãm thế giới
Với những phát triển vượt trội ở mọi lĩnh vực của thời kỳ này, để ăn mừng và trưng bày các tiến bộ của nghệ thuật, khoa học, công nghệ, kỹ thuật... nước Pháp đã đứng ra tổ chức, mời các quốc gia khác tới tham dự Triển lãm thế giới được tổ chức ở Paris. Các quốc gia đã nhận lời, tới trưng bày và cùng so sánh các thành công của họ. Triển lãm quốc tế đầu tiên được tổ chức ở Paris năm 1844. Trong các cuộc triển lãm tiếp sau đó, Paris đã xây dựng rất nhiều công trình: Palais de l'Industrie cho cuộc triển lãm 1855, Palais du Trocadéro năm 1878, tháp Eiffel năm 1889, Grand Palais, Petit Palais, cầu Alexandre-III, nhà ga Orsay năm 1900. Cuộc triển lãm năm 1900 ở Paris đã giành được thành công tuyệt vời.
Các cuộc Triển lãm thế giới 1889 và 1900 được xem là biểu tượng của thời kỳ Belle Époque.

## Nghệ thuật
Ngoài sự khai sinh của điện ảnh, đây cũng là thời kỳ xuất hiện của các trào lưu nghệ thuật lớn: trường phái ấn tượng, dã thú và lập thể. Trường phái dã thú, bắt đầu từ mùa thu năm 1905. Miêu tả các cảnh tượng cuộc sống hàng ngày với những gam màu rực rỡ và nóng, bố cục đơn giản có những ảnh hưởng lớn tới nền mỹ thuật, đại diện tiêu biểu nhất là Henri Matisse. Lập thể, do Georges Braque và Pablo Picasso khởi xướng năm 1906 tại khu Montmartre, Paris trở thành một trong các trào lưu nghệ thuật mạnh mẽ nhất của thế kỷ 20, tạo ra cuộc cách mạng trong hội họa và điêu khắc. Trường phái ấn tượng, xuất hiện tại Pháp cuối thế kỷ 19, kéo dài tới đầu thế kỷ 20 với các họa sĩ Claude Monet, Pierre-Auguste Renoir, Camille Pissarro... Giai đoạn này còn là thời kỳ của Hậu ấn tượng với các tác phẩm của Paul Cézanne, Paul Gauguin và Vincent van Gogh và cả Tân nghệ thuật.
Âm nhạc thời kỳ này cũng được ghi dấu bởi các nhạc sĩ Claude Debussy, Gabriel Fauré, Maurice Ravel, Erik Satie hay nhạc kịch với giọng ca "la divine" Sarah Bernhardt. Văn học thế giới xuất hiện các tên tuổi vĩ đại James Joyce, Franz Kafka, Marcel Proust, Anatole France, Guillaume Apollinaire, Émile Zola... cũng tạo các cuộc cách mạng trong văn học, tiểu thuyết.

## Kết thúc
Thời kỳ lạc quan này kết thúc với sự bùng nổ của Chiến tranh thế giới thứ nhất. Các phát minh của những năm từ 1890 tới 1900 bắt đầu mất dần sự kỳ diệu khi chúng được sử dụng cho mục đích quân sự.
Một số nhà sử học cũng đã đưa ra ngày kết thúc của thời kỳ Belle Époque: thảm họa của con tàu Titanic năm 1912 đã làm tổn thương lòng tin của mọi người vào công nghệ, kỹ thuật. Họ nhận thấy rằng mặc dù có những sự tiến bộ vượt bậc về khoa học, nhưng công nghệ đã không chống lại nổi sức mạnh của thiên nhiên.